# Estação Akademitcheskaia (metro de São Petersburgo)
Akademitcheskaia (em russo:  Академическая) é uma das estações da linha Kirovsko-Vyborgskaia (Linha 1) do metro de São Petersburgo, na Rússia. Estação «Akademitcheskaia» está localizada entre as estações «Grajdanski Prospekt» (ao norte) e «Politekhnitcheskaia» (ao sul).